# حافظ شیرین‌سخن
حافظ شیرین‌سخن کتابی از محمد معین راجع به آثار و اندیشه‌های حافظ است. در یکی از مطالعات استنادی، این کتاب به‌عنوان یکی از پراستنادترین آثار راجع به حافظ شناخته شد.